# Pelham Racquet Club Women's $25K Pro Circuit Challenger 2013
Il Pelham Racquet Club Women's $25K Pro Circuit Challenger 2013 è stato un torneo di tennis facente parte della categoria ITF Women's Circuit nell'ambito dell'ITF Women's Circuit 2013. Il torneo si è giocato a Pelham negli Stati Uniti d'America dall'8 al 14 aprile 2013 su campi in terra rossa e aveva un montepremi di $25,000.

## Vincitrici

### Singolare
Mariana Duque Mariño ha battuto in finale  Kurumi Nara con il punteggio di 1–6, 6–3, 6–4

### Doppio
Ashleigh Barty /  Arina Rodionova hanno battuto in finale  Kao Shao-yuan /  Lee Hua-chen con il punteggio di 6–4, 6–2